# Élections législatives de 1876 dans la Mayenne
Les élections législatives françaises de 1876 se déroulent les 20 février et 5 mars 1876. Dans le département de la Mayenne, cinq députés sont à élire dans le cadre de cinq circonscriptions.

## Députés élus
|   | Circonscription                 | Député élu                  |  | Groupe parlementaire |
| - | ------------------------------- | --------------------------- |  | -------------------- |
| 1 | Château-Gontier                 | Albert Ancel                |  | Constitutionnel      |
| 2 | 1ère circonscription de Laval   | Théophile Souchu-Servinière |  | Centre gauche        |
| 3 | 2e circonscription de Laval     | Charles Lecomte             |  | Centre gauche        |
| 4 | 1ère circonscription de Mayenne | Amédée Renault-Morlière     |  | Gauche républicaine  |
| 5 | 2e circonscription de Mayenne   | Vital Bruneau               |  | Gauche républicaine  |

## Résultats à l'échelle du département
| Partis         | Partis                     | Premier tour | Premier tour | Deuxième tour | Deuxième tour | Sièges |
| Partis         | Partis                     | Voix         | %            | Voix          | %             | Sièges |
| -------------- | -------------------------- | ------------ | ------------ | ------------- | ------------- | ------ |
|                | Républicains modérés       | 20 126       | 28,48        | 19 771        | 52,71         | 2      |
|                | Républicains conservateurs | 19 594       | 27,73        | 8 022         | 21,39         | 2      |
|                | Centre droit               | 14 486       | 20,50        | 3 731         | 9,95          | 1      |
|                | Légitimistes               | 14 139       | 20,01        | 5 987         | 15,96         | 0      |
|                | Bonapartistes              | 2 312        | 3,27         |               |               | 0      |
|                |                            |              |              |               |               |        |
| Inscrits       | Inscrits                   | 90 995       | 100,00       | 57 710        | 100,00        | 5      |
| Votants        | Votants                    | 70 877       | 77,89        | 38 122        | 66,06         |        |
| Abstentions    | Abstentions                | 20 118       | 22,11        | 19 588        | 33,94         |        |
| Blancs et nuls | Blancs et nuls             | 220          | 0,31         | 611           | 1,60          |        |
| Exprimés       | Exprimés                   | 70 657       | 99,69        | 37 511        | 98,40         |        |

## Résultats par arrondissement

### Arrondissement de Château-Gontier
| Candidats      | Candidats               | Étiquette                | Premier tour | Premier tour |
| Candidats      | Candidats               | Étiquette                | Voix         | %            |
| -------------- | ----------------------- | ------------------------ | ------------ | ------------ |
|                | Albert Ancel            | Constitutionnel          | 8 257        | 51,67        |
|                | Alexandre-Jean Fournier | Républicain conservateur | 7 722        | 48,33        |
|                |                         |                          |              |              |
| Inscrits       | Inscrits                | Inscrits                 | 19 858       | 100,00       |
| Votants        | Votants                 | Votants                  | 16 052       | 80,83        |
| Abstention     | Abstention              | Abstention               | 3 806        | 19,17        |
| Blancs et nuls | Blancs et nuls          | Blancs et nuls           | 73           | 0,45         |
| Exprimés       | Exprimés                | Exprimés                 | 15 979       | 99,55        |

### Arrondissement de Laval

#### 1recirconscription
| Candidats      | Candidats                        | Étiquette                | Premier tour | Premier tour | Deuxième tour | Deuxième tour |
| Candidats      | Candidats                        | Étiquette                | Voix         | %            | Voix          | %             |
| -------------- | -------------------------------- | ------------------------ | ------------ | ------------ | ------------- | ------------- |
|                | Théophile Souchu-Servinière      | Républicain conservateur | 5 577        | 40,30        | 8 022         | 57,26         |
|                | Charles-Marie Tresvaux du Fraval | Légitimiste              | 5 440        | 40,03        | 5 987         | 42,74         |
|                | Jules-René Fay-Lacroix           | Ex. Bonap, Centre droit  | 2 821        | 20,39        |               |               |
|                |                                  |                          |              |              |               |               |
| Inscrits       | Inscrits                         | Inscrits                 | 17 722       | 100,00       | 17 722        | 100,00        |
| Votants        | Votants                          | Votants                  | 13 891       | 78,38        | 14 052        | 79,29         |
| Abstention     | Abstention                       | Abstention               | 3 831        | 21,62        | 3 670         | 20,71         |
| Blancs et nuls | Blancs et nuls                   | Blancs et nuls           | 53           | 0,38         | 43            | 0,31          |
| Exprimés       | Exprimés                         | Exprimés                 | 13 838       | 99,62        | 14 009        | 99,69         |

#### 2ecirconscription
| Candidats      | Candidats                    | Étiquette                | Premier tour | Premier tour |
| Candidats      | Candidats                    | Étiquette                | Voix         | %            |
| -------------- | ---------------------------- | ------------------------ | ------------ | ------------ |
|                | Charles Lecomte              | Républicain conservateur | 6 295        | 58,62        |
|                | Camille Lemonnier de Lorière | Légitimiste              | 3 713        | 34,58        |
|                | Édouard Vilfeu *             | Orléaniste               | 730          | 6,80         |
|                |                              |                          |              |              |
| Inscrits       | Inscrits                     | Inscrits                 | 13 427       | 100,00       |
| Votants        | Votants                      | Votants                  | 10 745       | 80,03        |
| Abstention     | Abstention                   | Abstention               | 2 682        | 19,97        |
| Blancs et nuls | Blancs et nuls               | Blancs et nuls           | 7            | 0,07         |
| Exprimés       | Exprimés                     | Exprimés                 | 10 738       | 99,93        |

### Arrondissement de Mayenne

#### 1recirconscription
| Candidats      | Candidats               | Étiquette          | Premier tour | Premier tour | Deuxième tour | Deuxième tour |
| Candidats      | Candidats               | Étiquette          | Voix         | %            | Voix          | %             |
| -------------- | ----------------------- | ------------------ | ------------ | ------------ | ------------- | ------------- |
|                | Amédée Renault-Morlière | Républicain modéré | 5 577        | 39,63        | 9 880         | 72,59         |
|                | Henri Gandais           | Républicain modéré | 3 506        | 24,91        |               |               |
|                | Raulin                  | Centre droit       | 2 678        | 19,03        | 3 731         | 27,41         |
|                | Moricière               | Bonapartiste       | 2 312        | 16,43        |               |               |
|                |                         |                    |              |              |               |               |
| Inscrits       | Inscrits                | Inscrits           | 18 837       | 100,00       | 18 837        | 100,00        |
| Votants        | Votants                 | Votants            | 14 128       | 75,00        | 13 680        | 72,62         |
| Abstention     | Abstention              | Abstention         | 4 709        | 25,00        | 5 157         | 27,38         |
| Blancs et nuls | Blancs et nuls          | Blancs et nuls     | 55           | 0,39         | 69            | 0,50          |
| Exprimés       | Exprimés                | Exprimés           | 14 073       | 99,61        | 13 611        | 99,50         |

#### 2ecirconscription
| Candidats      | Candidats      | Étiquette          | Premier tour | Premier tour | Deuxième tour | Deuxième tour |
| Candidats      | Candidats      | Étiquette          | Voix         | %            | Voix          | %             |
| -------------- | -------------- | ------------------ | ------------ | ------------ | ------------- | ------------- |
|                | Vital Bruneau  | Républicain modéré | 7 065        | 44,08        | 9 891         | 100,00        |
|                | Julien Bigot * | Légitimiste        | 4 986        | 30,54        |               |               |
|                | Amédée Fichet  | Républicain modéré | 3 978        | 24,82        |               |               |
|                |                |                    |              |              |               |               |
| Inscrits       | Inscrits       | Inscrits           | 21 151       | 100,00       | 21 151        | 100,00        |
| Votants        | Votants        | Votants            | 16 061       | 75,93        | 10 390        | 49,12         |
| Abstention     | Abstention     | Abstention         | 5 090        | 24,07        | 10 761        | 50,88         |
| Blancs et nuls | Blancs et nuls | Blancs et nuls     | 32           | 0,20         | 499           | 4,80          |
| Exprimés       | Exprimés       | Exprimés           | 16 029       | 99,80        | 9 891         | 95,20         |